# MiG-15
Mikojan-Gurevič MiG-15 (rusky Микоян и Гуревич МиГ-15, kód v rámci USAF/DOD: Type 14, označení NATO "Fagot", MiG-15UTI "Midget") je proudový stíhací letoun, vyvinutý v Sovětském svazu v konstrukční kanceláři vedené konstruktéry Arťomem Mikojanem a Michailem Gurevičem. MiG-15 byl jedním z prvních úspěšných proudových letounů s šípovými křídly a dosahující transonických rychlostí. Své kvality předvedl především v leteckých bitvách nad Koreou, kde výrazně překonal denní proudové letouny s přímým křídlem, které byly do značné míry používány k pozemním útokům a rychle poté čelil letounu s šípovým křídlem North American F-86 Sabre.
Obdobnou koncepci měl výkonnější typ MiG-17, který jej postupně nahradil. Po zdokonalení na pokročilejší MiG-17 základní konstrukce západ opět překvapila, když se ukázala jako účinná proti nadzvukovým letounům jako Republic F-105 Thunderchief a McDonnell F-4 Phantom II za vietnamské války v 60. letech.
MiG-15 byl jedním z nejrozšířenějších proudových letounů na světě. V SSSR bylo vyrobeno přes 13 tisíc těchto letadel, licenční výroba v dalších státech (včetně českého Aero Vodochody, kde se vyráběl od roku 1954) zvýšila počet až na cca 18 tisíc strojů. MiG-15 zůstává ve službě u severokorejského letectva jako cvičný letoun.

## Vývoj

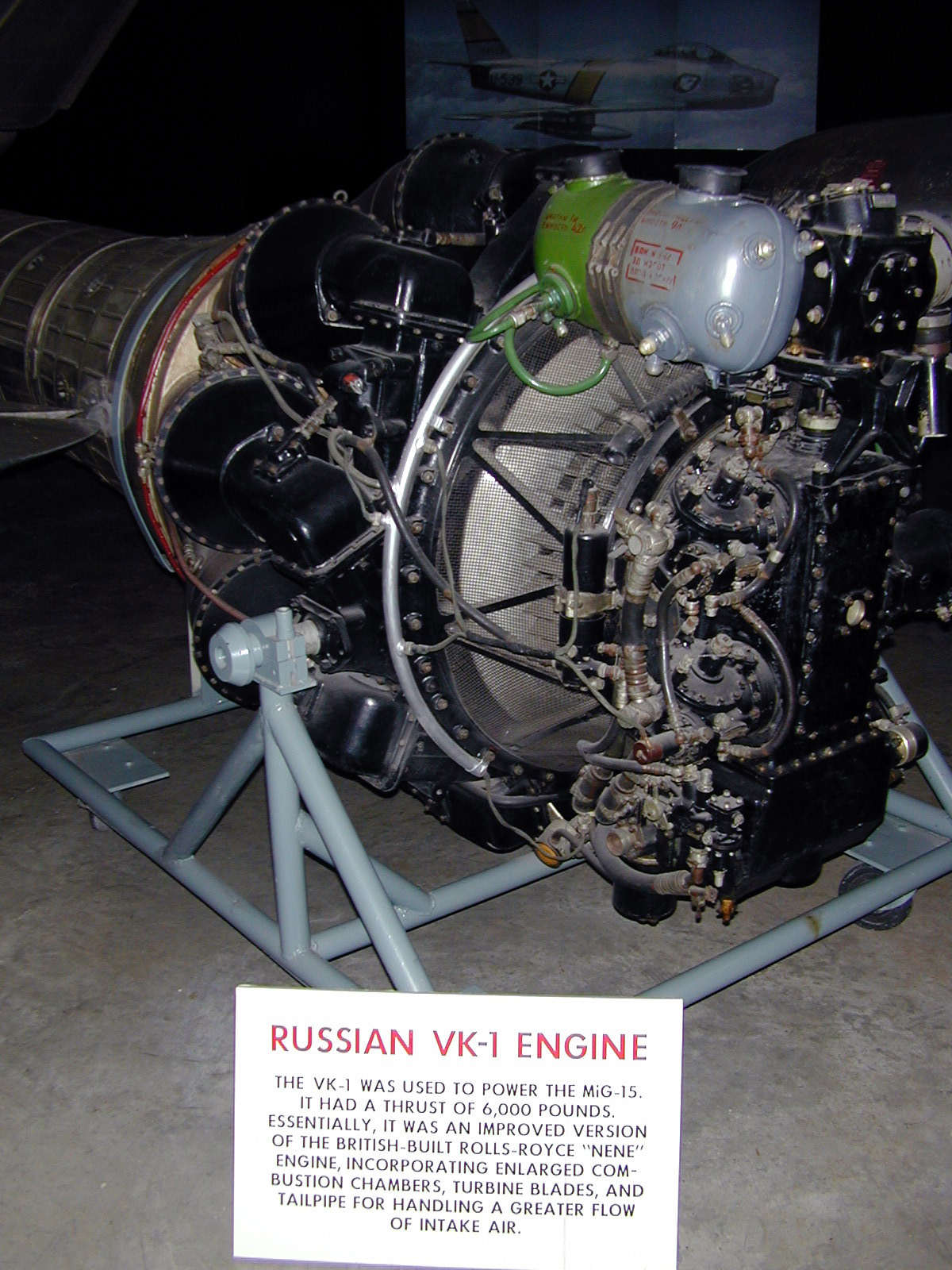
Motor Klimov VK-1, který poháněl MiG-15bis

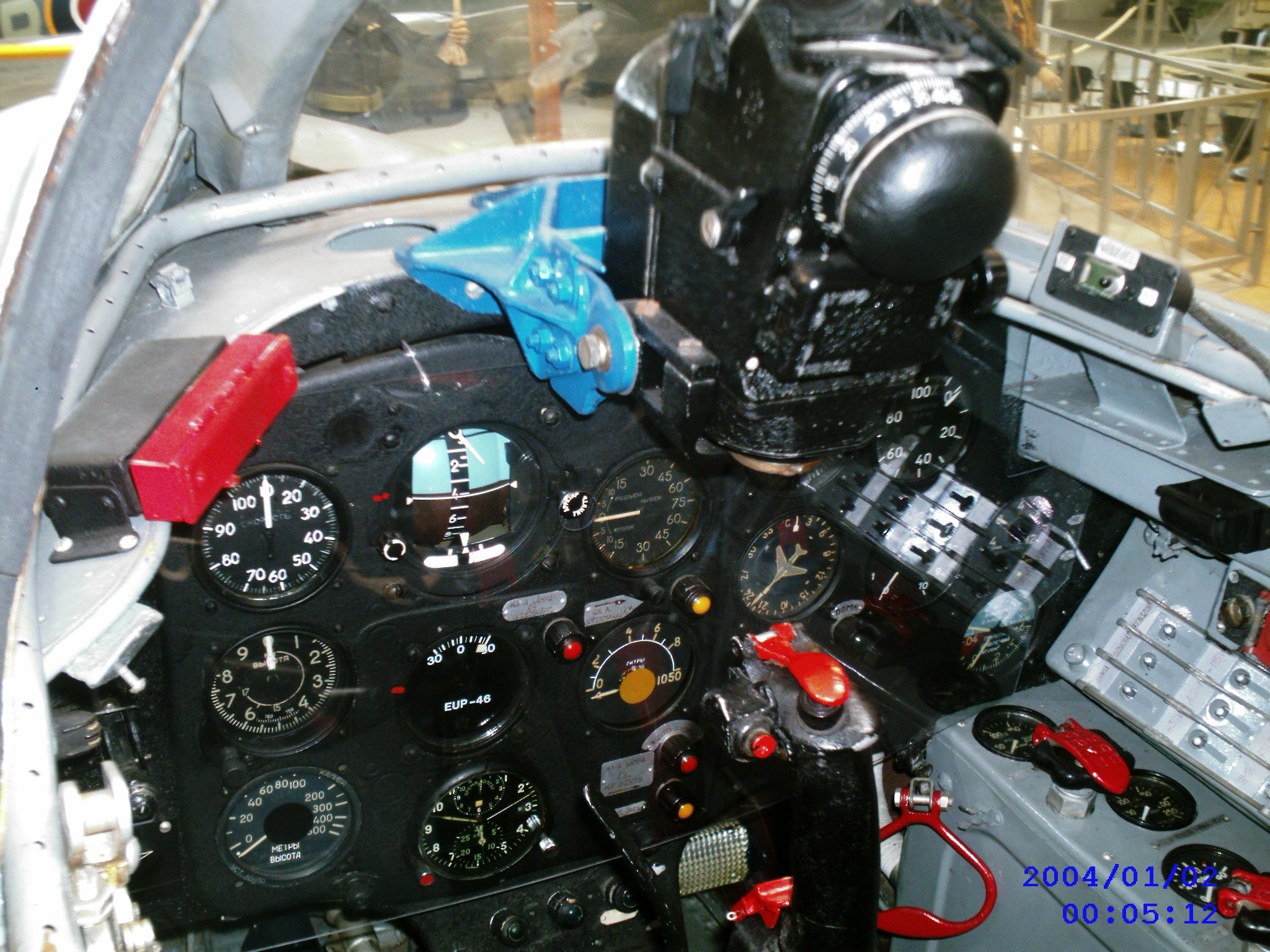
Pohled do kabiny MiGu-15

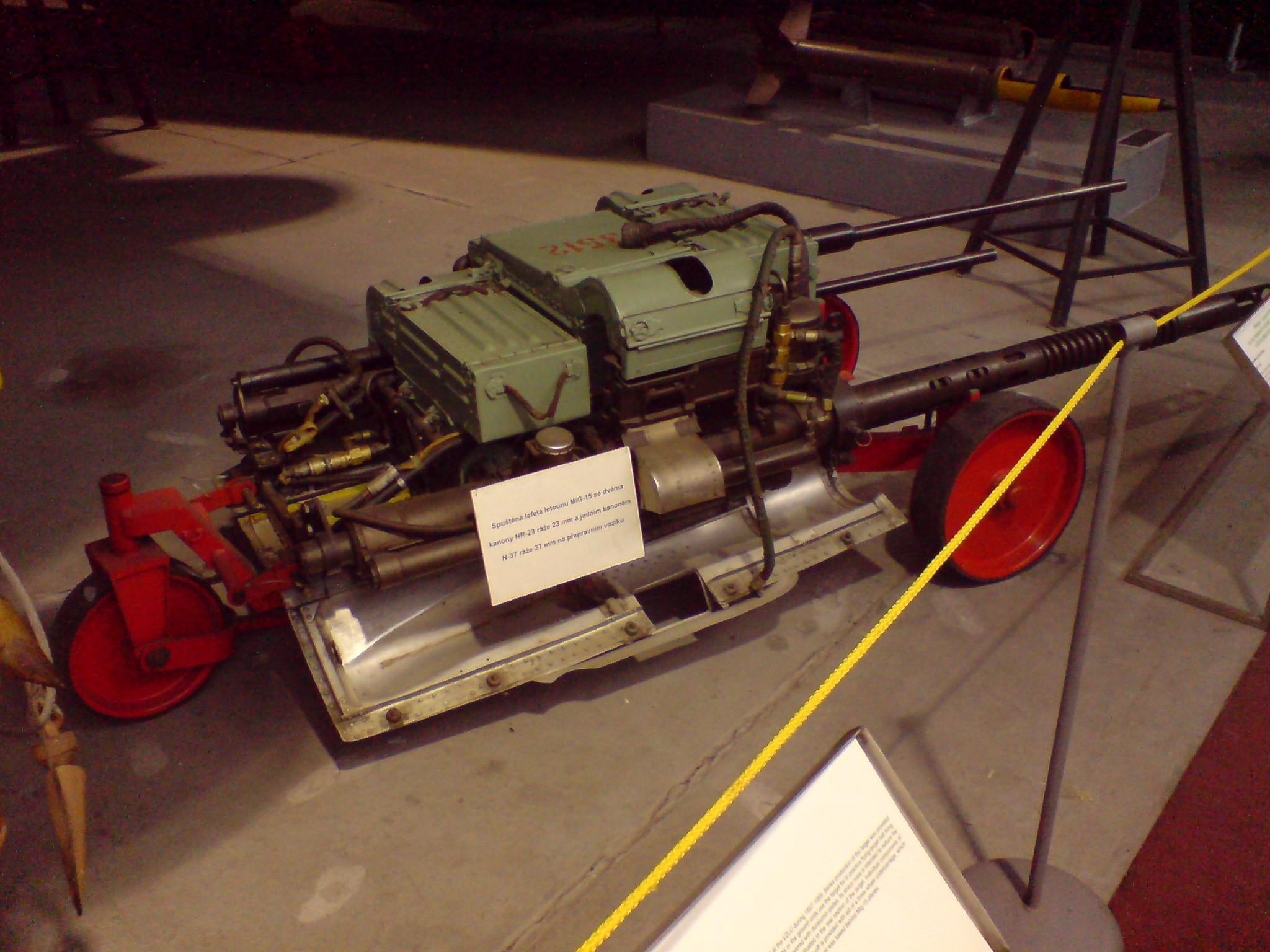
Lafeta MiGu-15 s kanóny ráže 23 mm a 37 mm na přepravním vozíku

Většina prvních proudových letadel byla navržena podle schématu vrtulových stíhaček s rovným křídlem, omezujíce tak jejich maximální rychlost. Německý výzkum během druhé světové války prokázal[zdroj⁠?!], že šípovité křídlo bude mít lepší vlastnosti v transsonických rychlostech a sovětští konstruktéři tuto informaci neváhali okamžitě použít. Říká se, že Arťom Mikojan a Michail Gurevič byli velkou měrou ovlivněni letadlem Focke-Wulf Ta 183. Neuskutečněný projekt německého proudového letadla z konce války měl šípovité křídlo a byl podobný s pozdějším MiGem-15, ale tato dvě letadla mají odlišnou konstrukci a základní design. Sověti se zmocnili plánů Ta 183 a jeho prototypů, ale většina konstruktérů Focke-Wulfu byla zajata Západními spojenci, proto je nejasné zda mohl konstrukčnímu týmu MiGu-15 posloužit Ta 183 jako inspirace, pro toto tvrzení dostatečné důkazy neexistují. V současnosti mnoho zdrojů uvádí, že MiG-15 je originální konstrukce s použitím německého výzkumu, ale navržen, postaven a vyroben Sověty. Neobvyklé pokusné letadlo MiG-8 Utka s kachními plochami, postavené konstrukční kanceláří MiG hned po válce, prý mělo mít největší vliv na použití šípovitých křídel na pozdějších designech Mikojana a Gureviče.
V roce 1946 měli sovětští inženýři stále problém se zdokonalováním původního německého proudového motoru BMW 003. Ministr pro letectví Michail Chrunišev a letecký inženýr Alexandr Jakovlev navrhli Josefu Stalinovi, aby SSSR nakoupil dokonalejší motory od Britů. Stalin na to odpověděl: „Který blázen by nám prodal výsledky jejich tajného výzkumu?“ I přesto povolil výpravu sovětských inženýrů, vedenou Arťomem Mikojanem do Spojeného království k zakoupení nové technologie. Ke Stalinově překvapení britská labouristická vláda a její prosovětský ministr obchodu Sir Stafford Cripps proti prodeji licence na výrobu proudových motorů Rolls-Royce Nene nic nenamítali.[zdroj⁠?!] Naopak vyšla delegaci plně vstříc. Dovezený motor pak rozebrali a důkladně zdokumentovali. Jeho sovětská verze RD-45 o tahu 2270 kp (22,26 kN) byla použita u prvních MiG-15, pozdější MiGy 15bis pak poháněly motory Klimov VK-1, což byla zdokonalená verze motoru s maximálním tahem 2700 kp (26,478 kN). Rolls-Royce se později snažil o soudní vyrovnání £ 207 milionu za porušení licenčního ujednání, ovšem neúspěšně.
Mezitím, dne 15. dubna 1947, vydal Sbor lidových komisařů dekret č. 493 - 192, který přikazoval konstrukční kanceláři MiG vyrobit dva prototypy nové proudové stíhačky. Protože dekret ukládal termín prvního letu v prosinci toho roku, inženýři v OKB-155 se vrátili k problémovému designu MiGu-9. MiG-9 trpěl poruchovým motorem a problémy s ovladatelností; ty měly být vyřešeny novým vynikajícím Klimovovým motorem a použitím šípovitým křídel a překonstruování ocasních ploch. Výsledný prototyp byl označen jako I-310.
Stroj I-310 byla úhledná stíhačka se šípovitým křídlem s úhlem 35° na křídlech a ocase a která měla výjimečný výkon s nejvyšší možnou rychlostí 1040 km/h. Jeho přímým protivníkem byl podobný Lavočkin La-168. Po testování byl jako vítěz vybrán stroj od konstrukční kanceláře MiG. Byl označen jako MiG-15 a jeho první prototyp, nesoucí označení S-1, poprvé vzlétl 30. prosince 1947. Do výzbroje SSSR byl MiG-15 zaveden v roce 1949 a v NATO dostal kódové označení "Fagot". První sériové kusy měly sklon převažovat se na pravou nebo levou stranu kvůli výrobním odlišnostem, takže byly zavedeny aerodynamické "nože" na odstranění tohoto problému, přičemž tyto "nože" byly nastavovány pozemním personálem, dokud stroj neletěl správně.
Vylepšená verze, MiG-15bis ("druhý"), byl do služby zaveden počátkem 50. let 20. století s motorem Klimov VK-1, zlepšenou verzí motoru RD-45/Nene a dalšími menšími zlepšeními a úpravami. Viditelnými rozdíly byla světla v přepážce nasávacího otvoru a horizontální brzdné štíty. Kanóny ráže 23 mm byly umístěny blíže k sobě. Některé stroje měly také podvěsy na bloky neřízených raket nebo nesení 50–250 kg pum. Verze stíhacích bombardérů měly označení "IB", "SD-21" a "SD-5". Přibližně 150 strojů bylo upraveno na standard SD-21 během let 1953 - 54. Neznámý počet strojů byl upraven na verzi "IB" koncem 50. let 20. století. Je možné, že MiG-15 měl dostatečný výkon k nadzvukové rychlosti během klesání, ale nemohl to kvůli absenci celopohyblivých ocasních ploch využít. V důsledku toho se schopnost pilota ovládat letadlo při přiblížení k rychlosti Mach 1 značně snižovala. Pozdější MiGy už měly celopohyblivé ocasní plochy.
MiG-15 měl původně za úkol zachytit americké bombardéry jako např. B-29. Dokonce byl i zkoušen během simulovaného vzdušného souboje s kořistním americkým B-29 a jeho sovětskou kopií Tu-4. Aby bylo zajištěno zničení i takových velkých bombardérů, nesl MiG-15 dva kanóny ráže 23 mm s 80 náboji na hlaveň a jeden kanón ráže 37 mm se 40 náboji na hlaveň. Tyto zbraně měly velkou palebnou sílu při záchytném stíhání, ale jejich omezená kadence stěžovala sestřelení menších a manévrujících nepřátelských proudových stíhaček během vzdušného boje. Kanóny ráže 23 mm a 37 mm měly také rozdílnou balistiku a tak se stalo, že piloti OSN bojující v Koreji měli zkušenost, že střely 23 mm jim letěly přes a střely 37 mm letěly pod jejich letadlo. Kanóny byly osazeny šikovnou plošinkou, která se mohla v přední části letadla srolovat dolů a zpřístupnila tak kanóny pro obsluhu a znovunabití.
Bylo postaveno několik modifikací MiGu-15, přičemž jednou z nejznámějších byla cvičná dvousedadlová MiG-15UTI. Protože kancelář MiG nikdy nevyráběla cvičné verze pro pozdější MiGy-17 a MiGy-19, zůstal MiG-15UTI jediným pokročilým cvičným proudovým letadlem Varšavské smlouvy až do 70. let 20. století, kdy byl téměř zcela nahrazen československým cvičným proudovým letadlem Aero L-29 Delfín a Aero L-39 Albatros (kromě Polska). Zatímco Čína vyráběla dvoumístné cvičné verze MiGu-17 a MiGu-19, Sověti považovali MiG-15UTI za dostatečně vyhovující jejich potřebám a cvičné verze těchto strojů nevyráběly.

## Služba

Záběr z fotokulometu letounu F-86 Sabre se sestřelem MiGu-15 nad Koreou.

MiG-15 byl vyvážen ve velkých množstvích, přičemž Čínská lidová republika obdržela své MiGy-15bis v 50. letech 20. století. Čínské MiGy-15 se během války v Koreji zúčastnily prvních bojů proudových letadel. MiG-15 se svým šípovitým křídlem se rychle ukázal být nadřazen nad všechny západní proudové stíhačky první generace s rovnými křídly jako např. britský Gloster Meteor nebo vrtulové P-51 Mustang a F4U Corsair. První sestřel proudového letadla MiGem-15 dosáhl poručík Semjon F. Jominič, když sestřelil F-80C Shooting Star pilotovaný Frankem Van Sicklem, který během incidentu zahynul (USAF tento sestřel připisuje severokorejskému protiletadlovému dělostřelectvu). Jedině F-86 Sabre ve verzi E nebo F se mohl úplně takticky (= manévrovatelností i výzbrojí) porovnávat s MiGem-15 – starší verze Sabru měly příliš slabou, jen kulometnou výzbroj (6 kulometů ráže 12,7 mm (.50) typu Browning M3). Právě z důvodu nedostatečné výzbroje byla na zkoušku vyrobená verze F-86E s dvěma a následně F-86F se čtyřmi na tehdejší dobu výkonnými revolverovými kanóny M-39 ráže 20 mm konstrukčně odvozenými od německého revolverového kanónu z období 2. sv. války typu Mauser MG-213C/20.
Svůj křest ohněm MiG-15 prožil během poslední fáze občanské války v Číně (1946–1949). Během prvních měsíců roku 1950, letectvo nacionalistické Číny zaútočilo z Tchaj-wanu na pozice komunistů na pevnině Číny, a to hlavně na Šanghaj. Mao Ce-Tung požádal SSSR o pomoc a 50. stíhací letecká divize, vybavená MiGy-15bis byla nasazena na jihu Čínské lidové republiky. Dne 28. dubna 1950 kapitán Kalinikov sestřelil stroj P-38 Lightning, patřící Kuomintangu, což byl první sestřel dosažený MiGem-15. Další sestřel následoval 11. května, když kapitán Ilja Ivanovič Sčinkarenko sestřelil B-24 Liberator patřící Li Chao Huaovi, veliteli 8. letecké skupiny čínského nacionalistického letectva.

### Válka v Koreji (1950–1953)

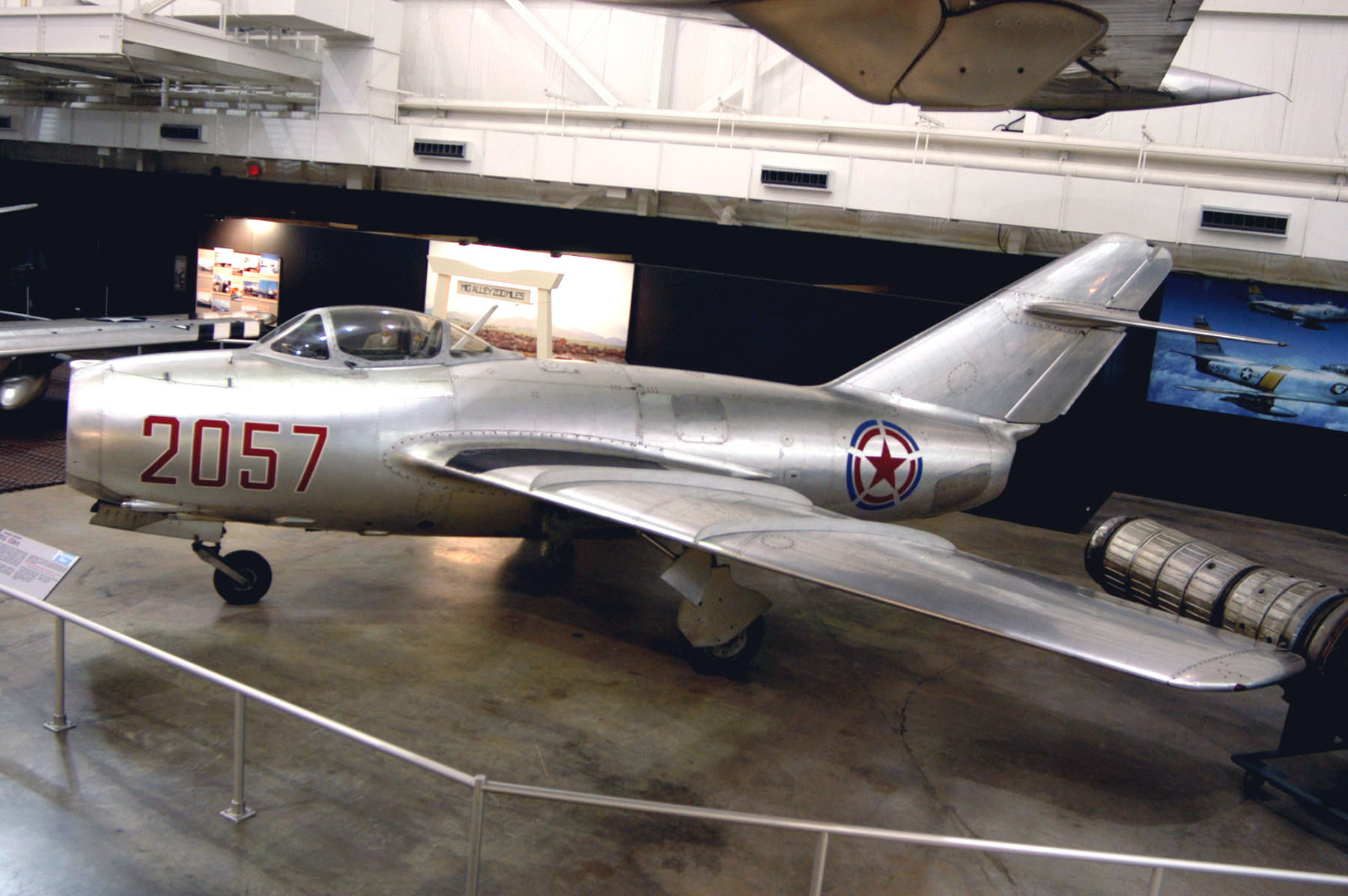
Bývalý severokorejský MiG-15bis v americkém Národním muzeu USAF

"Alej MiGů", vyznačená na mapě Korejského poloostrova

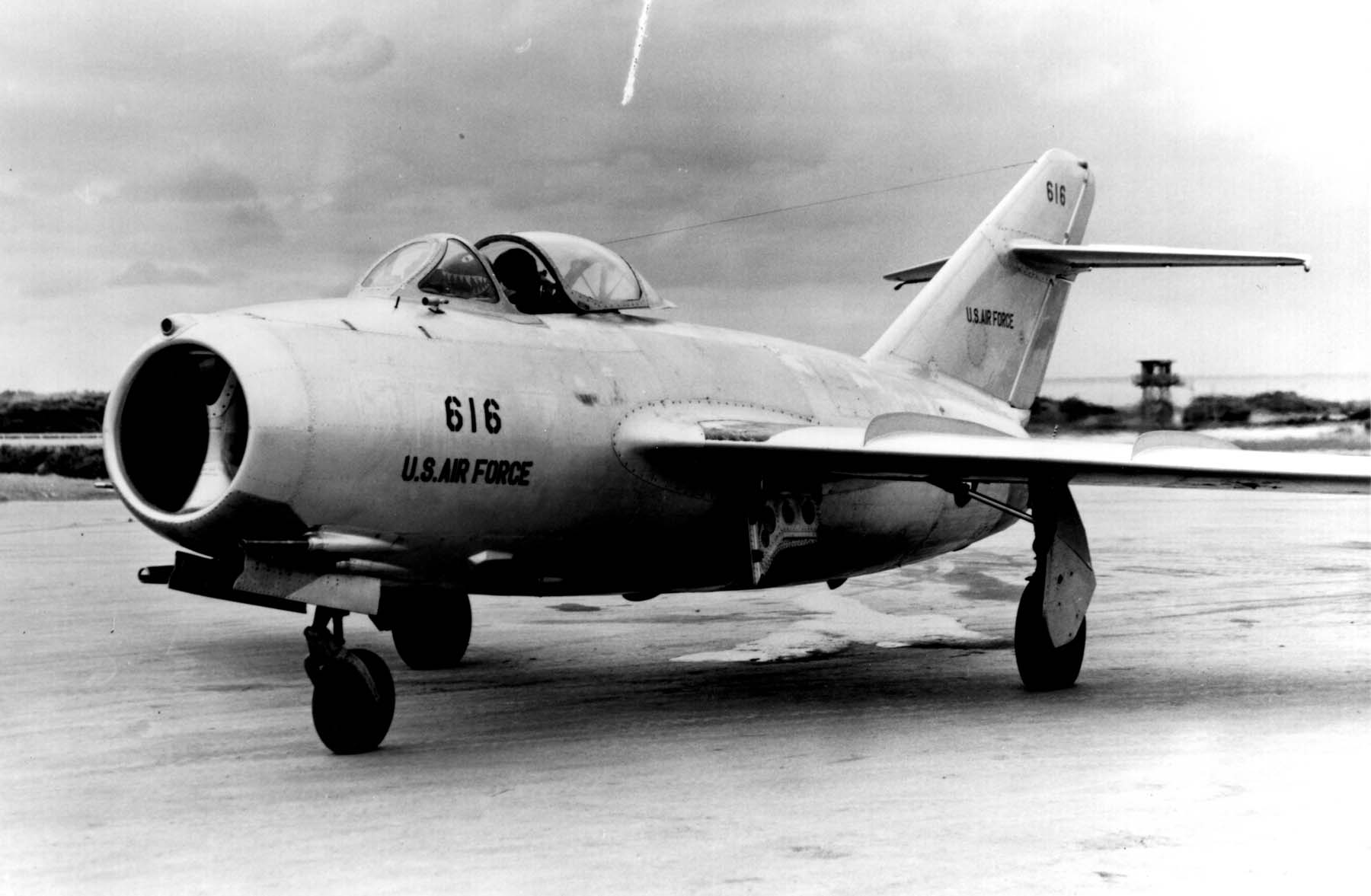
Severokorejský MiG-15 se kterým zběhl pilot No Kum-sok

Když se válka v Koreji vystupňovala v důsledku severokorejské ofenzívy ze dne 25. června 1950, bylo letectvo Severní Koreje vybaveno sovětskými vrtulovými letadly z dob druhé světové války, včetně 93 kusů letadel Il-10 a 79 kusů Jak-9P a přibližně 40–50 transportních / cvičných a spojovacích letadel. Velká číselná a technická převaha USAF v čele s letadly jako Lockheed F-80 Shooting Star a Republic F-84 Thunderjet se velmi rychle projevila získáním vzdušné nadvlády. Tím vystavila severokorejská města nechráněné před ničivou silou bombardérů B-29, které spolu s letadly námořnictva a námořní pěchoty křižovaly korejskou oblohu bez jakéhokoliv odporu.
Rozhodnutí nasadit MiG-15 vyrovnalo poměr sil, přičemž MiG-15 překonal ve výkonu i všechna nepřátelské proudová letadla s přímým křídlem. MiGy měly ve výškách nad 7500 m dvakrát větší stoupavost jak Sabre a byly i mírně rychlejší. MiG-15 se ukázal být velmi účinný v roli, pro kterou byl zkonstruován – napadání formací bombardérů B-29, přičemž jich mnoho sestřelil. Srovnání s F-86 nebylo až tak jednoznačné, i když Američané dosáhli vyšší počet sestřelů. Sovětský 64. stíhací sbor si připsal zničení 1 106 letadel Spojených národů během Korejské války, v porovnání se spojeneckými záznamy, které připisují sovětským pilotům MiGu-15 jen 142 sestřelená letadla. Západní odborníci uznávají, že sovětští piloti dosáhli vyšší individuální skóre než jejich američtí protivníci, v důsledku několika faktorů, přičemž celková statistika NATO je s největší pravděpodobností nepřesná.[ve zdroji nenalezeno]
Mnoho let byla účast sovětských pilotů v Korejské válce předpokládaná jednotkami OSN, ale Sovětský svaz to opakovaně popíral. S koncem Studené války však piloti, kteří se zúčastnili Korejské války, začali přiznávat svou roli. Sovětské letouny byly označeny severokorejskými nebo čínskými výsostnými znaky a piloti si oblékali severokorejské uniformy nebo civilní oblečení, aby zamaskovali svůj původ. Pro rádiovou komunikaci dostali sovětští piloti kartičky s nejpoužívanějšími výrazy v korejštině foneticky přepsané v azbuce. Tyto triky však nevydržely dlouho v podmínkách leteckých soubojů a piloti běžně komunikovali (nadávali) v ruštině. Sovětští piloti měli zakázáno létat nad oblastmi, kde by mohli být zajatí, což by prozradilo nasazení SSSR ve válce.
SSSR nikdy nepřiznal, že jeho piloti někdy během Studené války létali nad Koreou. Američané, kterým se podařilo vyslechnout si rádiovou komunikaci během boje, potvrdili, že slyšeli ruštinu, ale odpovědnost za tyto lety přiznávali jen Číňané a Severní Korejci. Až do vydání knih čínskými a sovětskými autory jako Zhang Xiaoming, Leonid Krylov, Jurij Tepsurkaev a Igor Seydou byly údaje o konkrétních pilotech známé jen málo. Američané rozeznali techniku pilotáže svých protivníků, které nazývali "honchos" a místo, kde se řeka Ja-lu vlévala do Žlutého moře a kde se odehrávaly četné letecké souboje nazvali "Alej MiGů".
Sověti cvičili čínské piloty na MiG-15 v době, kdy komunistická Čína vstoupila do války na straně Severní Koreje. Do října 1950 SSSR souhlasil s poskytnutím leteckých jednotek se špičkovými sovětskými stíhačkami MiG-15 spolu s vycvičenými posádkami, které by je pilotovali. Kreml zároveň souhlasil s dodáním MiGů-15 Číně a Severní Koreji, jakož i s poskytnutím výcviku jejich pilotům. Dne 1. listopadu 1950, osm MiGů-15 zachytilo asi 15 stíhaček P-51D Mustang patřících USAF a poručík Fjodor V. Čiz na MiGu-15 sestřelil jeden P-51D s pilotem Aaronem Abercombriem, který zahynul. Tři MiGy-15 téže jednotky zachytili deset stíhaček F-80 Shooting Star a MiG-15 s poručíkem Semjon Fjodorovič Jominičem dosáhl první sestřel proudového letadla proudovým letadlem v historii. Podařilo se mu to sestřelem F-80C pilotovaného Frankem Van Sicklem, který během incidentu zahynul (USAF tento sestřel připisuje severokorejskému protiletadlovému dělostřelectvu). Ale už 9. listopadu utrpěli piloti MiGu-15 první ztrátu, když podplukovník William T. Amen na stroji F9F Panther, z letadlové lodě USS Philippine Sea, sestřelil a zabil kapitána Michaila F. Gračova.
Do konce měsíce si sovětské jednotky nárokovaly sestřel 29 amerických letadel: 11 kusů F-80, 7 kusů B-29 a 9 kusů F-51. Z těchto 29 záznamů se 23 záznamů shoduje se známými ztrátami, ale americké zdroje je připisují protiletecké palbě nebo letovým poruchám, uznávajíce jedině čtyři B-29. Američtí historici připouštějí, že MiG-15 získal nad severozápadní Koreou vzdušnou převahu.
Aby čelili neočekávanému zvratu událostí, byli Američané nuceni vyslat v prosinci na Dálný východ tři letky stíhaček F-86 Sabre, která byla jediným americkým letadlem se šípovitým křídly. Dne 17. prosince podplukovník Bruce H. Hinton přinutil majora Jakova Nikanoroviča Jefromejenka katapultovat se ze svého hořícího MiGu-15. Během dalších dní obě strany dosahovaly střídavé úspěchy; kapitán Nikolaj Jefremovič Vorobiov na MiGu-15bis sestřelil dne 22. prosince 1950 stíhačku F-86A s kapitánem Lawrencem V. Bachem. Obě strany svá vítězství v tomto měsíci zveličovaly; piloti Saber si nárokovali osm MiGů a Sověti dvanáct Sabrů. Skutečné ztráty byly tři MiGy a nejméně čtyři Sabry.

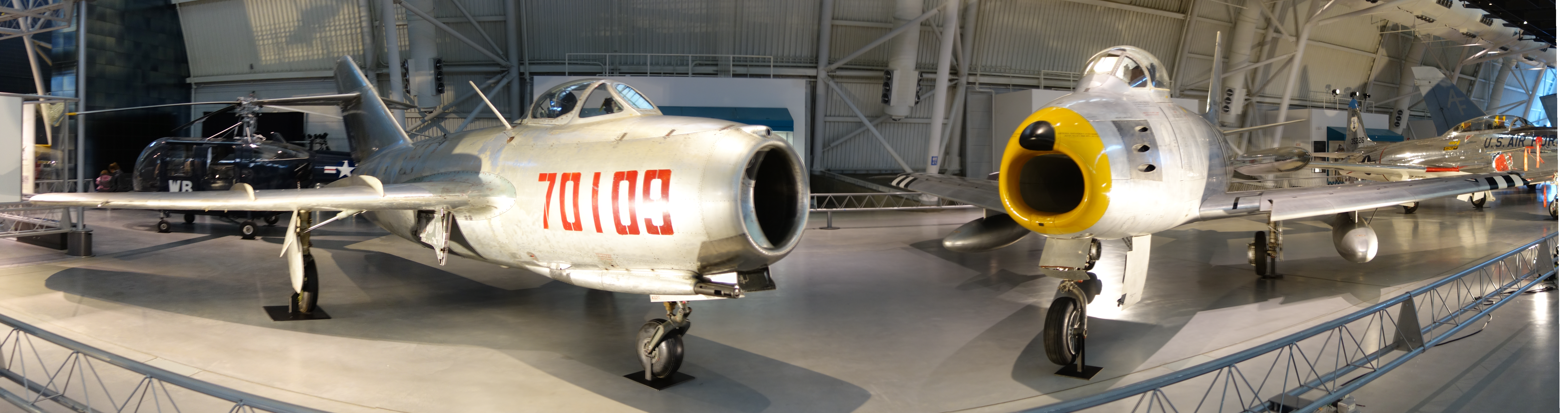
MiG-15 (vlevo) a F-86 Sabre (vpravo) ve Steven F. Udvar-Hazy Center, National Air and Space Museum

Tyto první konflikty stanovily hlavní charakter vzdušných bojů na dalšího dva a půl roku. MiGy-15 a MiGy-15bis měly vyšší dostup než všechny ostatní verze Sabru – 15 500 m, oproti 14 936 m modelu F-86F a měly i lepší zrychlení než F-86A / E / F, a to díky lepšímu poměru tahu k hmotnosti – 1005 km / h oproti 972 km/h modelu F-86F. Stoupavost 2800 m/min. byla také lepší než 2200 m/min. u Sabru F-86A / E. Lepší poloměr zatáček ve výšce nad 10 000 m byl také doménou MiGu-15 a jeho silnější výzbroj – jeden kanón ráže 37 mm a dva kanóny ráže 23 mm v porovnání se šesti kulomety ráže 12,7 mm Sabru. Ale MiG byl v menší výšce pomalejší – jen 935 km/h oproti 1107 km / h Sabru F-86F. Sovětský gyroskopický zaměřovač ASP-1N, z dob druhé světové války, byl méně sofistikovaný, než přesný americký zaměřovač A-1cm a radarový zaměřovač A4 modelů F-86E a F. Všechny Sabry měly lepší poloměr zatáčení pod úrovní 8000 m.
Takže pokud MiG-15 přinutil F-86 Sabre bojovat na svislici nebo horizontále nad 10 000 m, získal tím podstatnou výhodu. Navíc MiG-15 mohl s lehkostí uniknout Sabru tím, že vystoupal do své maximální výšky s vědomím, že F-86 ho nemůže následovat. Pod hladinou 8000 m měl Sabre lehkou výhodu nad MiGem ve většině aspektů, kromě stoupavosti, zejména pokud sovětští piloti udělali chybu a bojovali v horizontále.

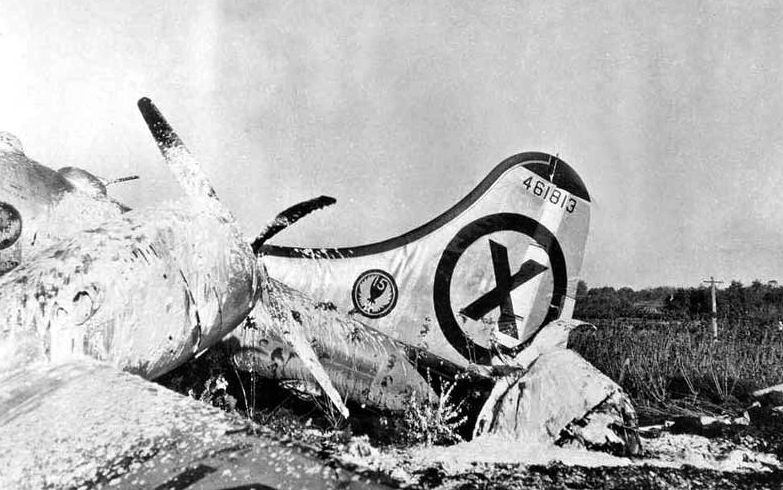
Průzkumný B-29, který nouzově přistál na základně Iruma v Japonsku poté, co byl těžce poškozen MiGy-15 nad řekou Jalu; zadní střelec B-29 jednoho z útočníků sestřelil (9. listopadu 1950)

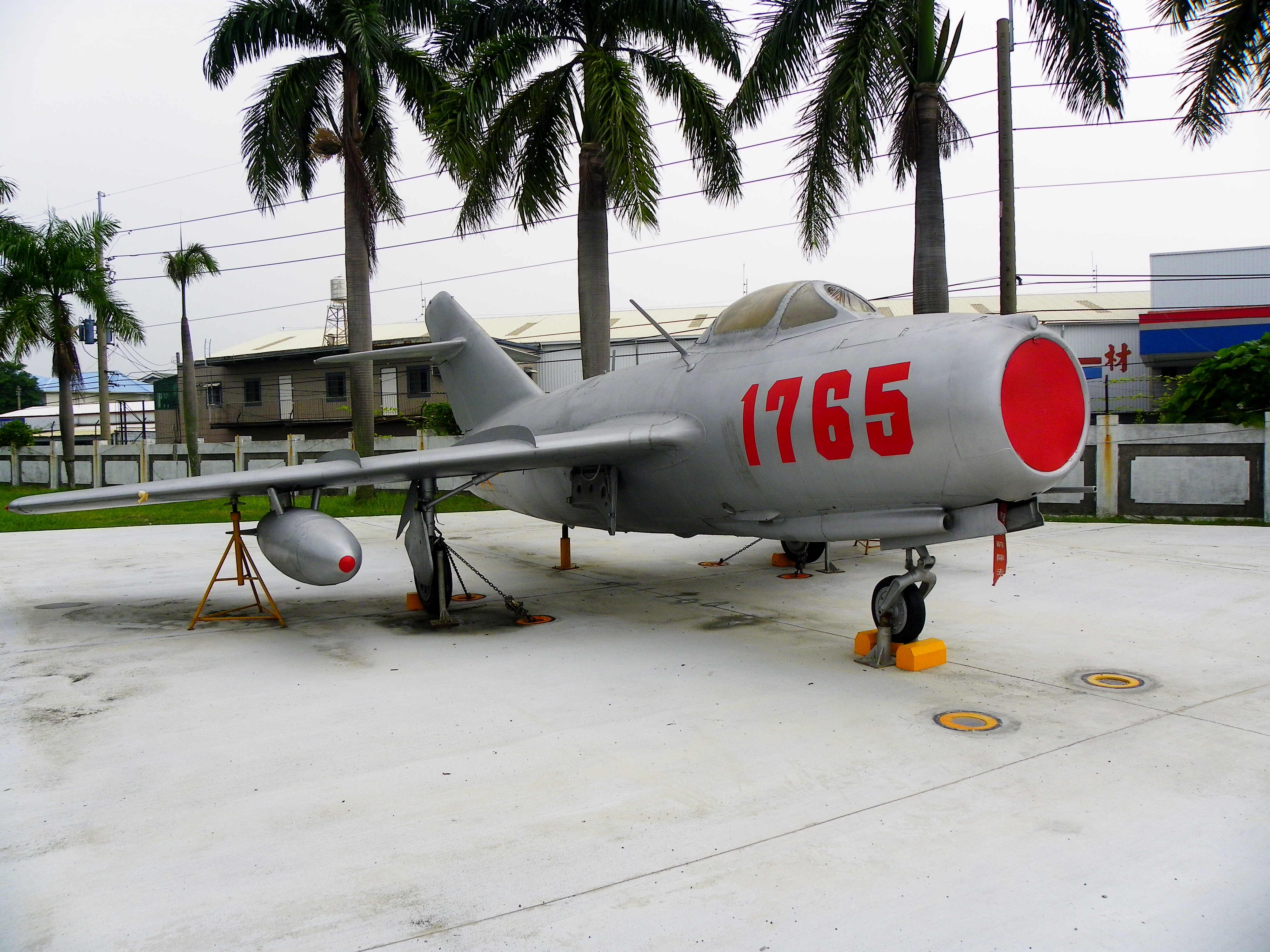
Severokorejský MiG-15 v muzeu v Suncheonu v Severní Koreji

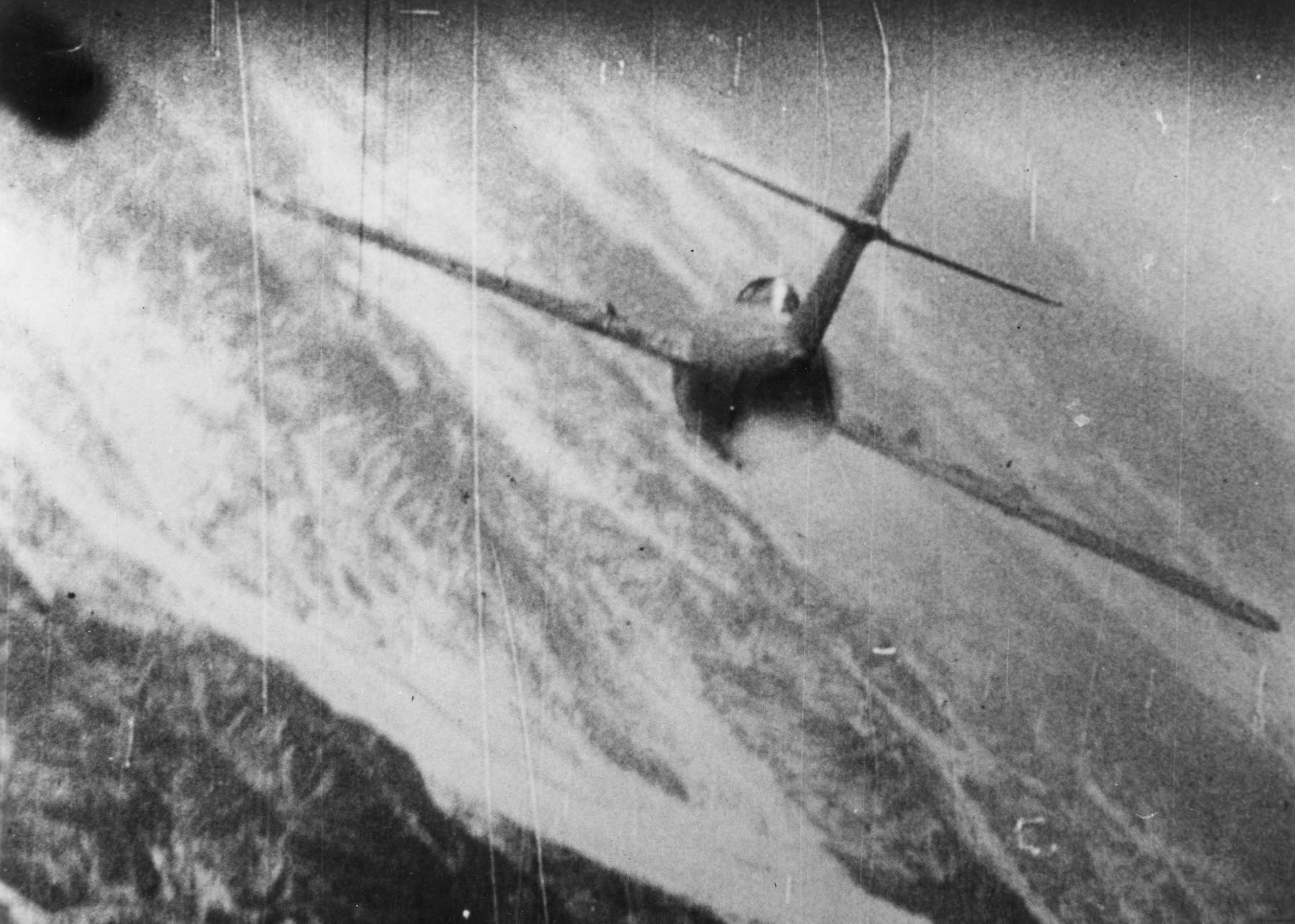
MiG-15 během boje se stíhačkou F-86 Sabre, cca 1953.

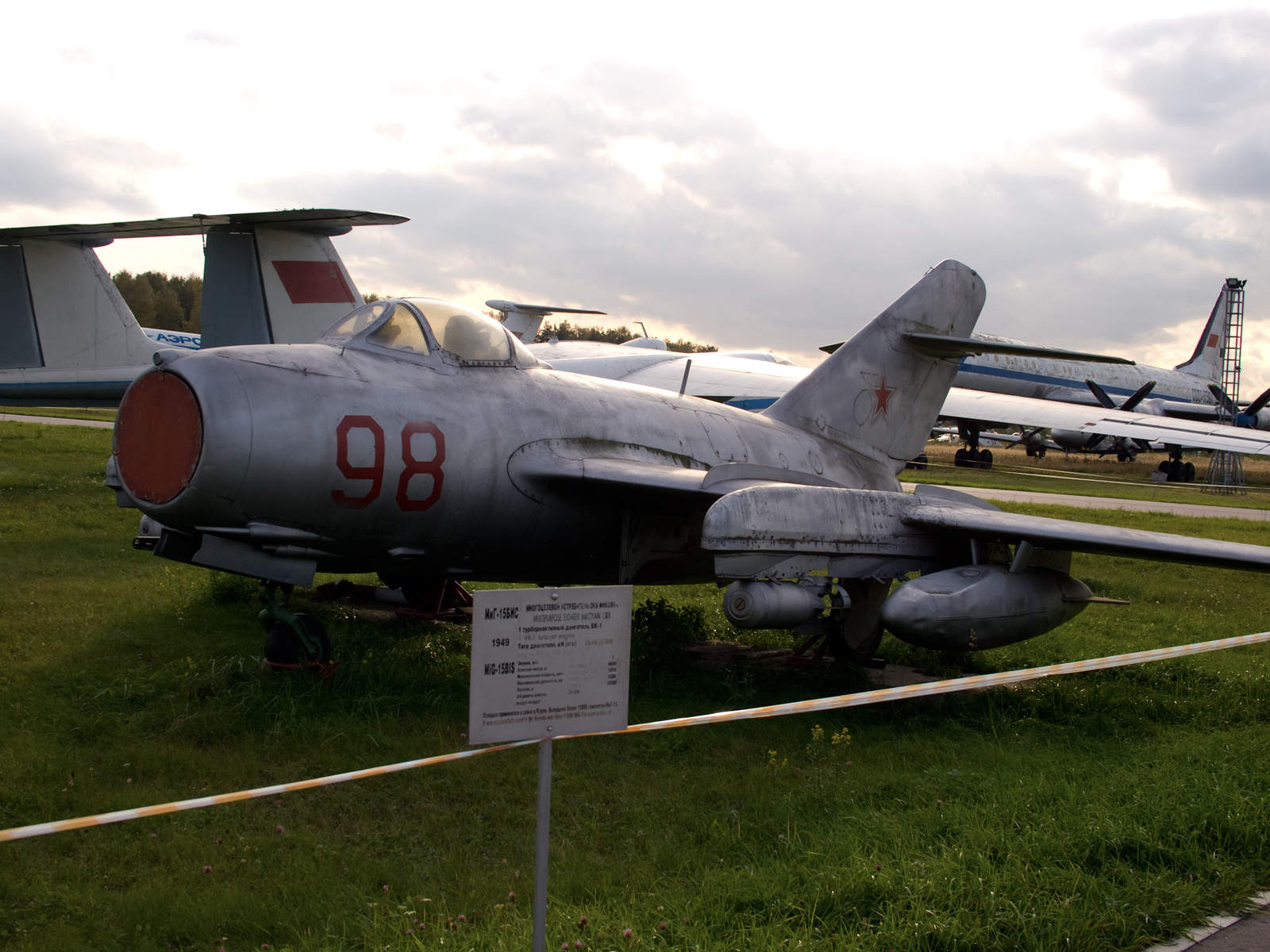
Sovětský MiG-15 v muzeu Monino, 2008.

Hlavním úkolem MiGu-15 nebyl jen manévrový boj s F-86, ale také čelit hrozbě bombardérů USAF Boeing B-29 Superfortress. Tato role byla v dubnu 1951 přidělena elitním jednotkám sovětského letectva, přesněji 324. stíhacího pluku, pod vedením plukovníka Ivana Kožeduba, sovětského esa z druhé světové války. Později tato úloha připadla 303. stíhacího pluku, pod vedením generála Georgije A. Lobova, který do Koreje přijel v červnu téhož roku.
Během mise ze dne 12. dubna 1951 zaútočily 44 MiGy-15 na velkou formaci 48 ks B-29 Superfortress, 18 ks F-86 Sabre, 54 ks F-84 Thunderjet a 24 ks F-80 Shooting Star, které mířily nad most spojující Severní Koreu a Čínu přes řeku Jalu. Když následná bitva skončila, zkušení Sovětští piloti sestřelili nebo nenávratně poškodili deset B-29A, jeden F-86A, a tři F-80C, přičemž ztratili jen jeden MiG-15.
Přesto se americké bombardéry vrátily mezi 22.–27. říjnem, aby zničily severokorejská letiště Namsi, Taechon a Saamchan, přičemž utrpěly další ztráty. Dne 23. října 1951 zachytilo 56 stíhaček MiG-15 devět bombardérů B-29 s doprovodem 34 F-86 a 55 F-84E. Navzdory své početní nevýhodě Sověti během následného boje zničili nebo neopravitelně poškodili osm B-29A a dvě F-84E, přičemž ztratili jen jeden MiG-15. Američané tento den nazvali "Černé úterý". Nejúspěšnější ze sovětských pilotů byli plukovník Alexander P. Smorčkov a poručík Dmitrij A. Samojlov, přičemž každý z nich sestřelil po jednom B-29 dne 22., 23. a 24. října. Samojlov přidal 24. října 1951 dvě F-86A a 27. října sestřelil dvě další letadla: jeden B-29A a jeden F-84E. Tyto ztráty těžkých bombardérů přinutily dálněvýchodní nejvyšší velení zrušit přesné bombardování během dne letadly B-29 a povolit jen radarem naváděné noční nálety.
V době od listopadu 1950 do ledna 1952 dosáhlo status leteckého esa až 40 sovětských pilotů MiGu-15 s pěti nebo více vítězstvími. Sovětské záznamy říkají, že prvním, kdo dosáhl 5 sestřelů, byl kapitán Stepan Ivanovič Naumenko, a bylo to 24. prosince 1950. Uznání patří i kapitánovi Sergeji Kramarenkovi, který status esa dosáhl 29. července 1951.. Nejúspěšnějšími piloty byli: major Nikolaj Šutjagin s 22 sestřely (13 potvrzených US zdroji), plukovník Jevgenij Pepeljajev s 19 sestřely (15 potvrzených US zdroji) a major Lev Šukin – 17 sestřelů (11 potvrzených).
- 10. únor 1952: major George Andrew Davis, eso se 14 sestřely (10 potvrzených komunistickými zdroji) byl sestřelen a zahynul. Jméno jeho přemožitele je nejisté, buď jde o poručíka Michaila Akimoviča Averina nebo Zhanga Jihui.[13]
- 4. července 1952: pár sekund po sestřelení poručíka M.I.Kosynkina byl budoucí eso, kapitán Clifford H. Jolley, nucen se katapultovat ze svého poškozeného F-86E, poté, co byl přepaden MiGem-15bis s poručíkem Vasilijem Romanovičem Krutkikem.[14]

Nejméně dva sovětští piloti se během tohoto období stali esy: Major Arkadij S. Botysov a Vladimir N. Zabelin se šesti a devíti sestřely respektive. Nové a lépe vycvičené divize protivzdušné obrany nahrazovaly 97. a 190. divizi v červenci a srpnu 1952, a pokud se jim i nepodařilo převzít od Američanů vzdušnou nadvládu, určitě ji mezi zářím 1952 a červencem 1953 přinejmenším odstranily. Počty sestřelů se historiky USA a Ruska opět rozcházejí, ale nejméně při třech příležitostech měly sovětské MiGy-15 navrch nad esy v Sabrech.
- Dne 7. dubna 1953: kapitán Harold E. Fischer, eso s 10 vítězstvími, byl sestřelen nad Mandžuskem poté, co poškodil čínský a sovětský MiG nad základnou Dapu v Mandžusku. Totožnost útočníka je rozporuplná, buď jde o poručíka Grigorije Nesteroviča Berelizdeho nebo pilota Hana Dechaia.
- Dne 12. dubna 1953: kapitán Semjon Aleksejevič Fedorec, sovětské eso s 8 vítězstvími, sestřelil F-86E Normana E. Greena; krátce na to však byl napaden budoucím nejlepším americkým esem války v Koreji – kapitánem Josephem C. McConnellem. V následném boji se navzájem sestřelili a museli se katapultovat. Oba byli zachráněni.
- Dne 20. července 1953: Během náletu v Mandžusku, a po sestřelu dvou čínských MiGů, se major Thomas M. Sellers a Stephen L. Bettinger pokusili překvapit 2 sovětské MiGy-15, které přistávaly na základně Dapu. Sovětští piloti šikovně přinutili Američany ztratit cíl, změnili směr a oba je sestřelili. Kapitán Boris N. Sisko přinutil Bettingera katapultovat se a poručík Vladimir I. Klimov zabil majora Sellerse. To bylo Siskovovo páté vítězství, čímž se stal posledním esem války v Koreji. Tyto Sabry byly také posledními sestřeleným sovětskými piloty v Korejské válce.

Hrozba ze strany MiGů-15 přinutila dálněvýchodní velitelství vzdušných sil zrušit útoky B-29 během dne a od listopadu 1951 je nahradit misemi, během kterých byly naváděné radarem. Zpočátku to pro komunistické obránce představovalo hrozbu, protože jejich jediná specializovaná noční stíhací jednotka byla vybavena vrtulovými stíhačkami Lavočkin La-11, které byly nevhodné pro stíhání bombardérů B-29. Část této jednotky byla přezbrojena na MiGy-15bis a do boje se zapojila další noční stíhací jednotka, která způsobila americkým bombardérům další ztráty. Dne 10. června 1952 v době mezi 21:50 a 22:30 zaútočily čtyři MiGy-15bis na bombardéry B-29 nad Sonchonem a Kwaksanom. Podplukovník Michail Ivanovič Studilin poškodil B-29A, který musel nouzově přistát na letecké základně Kimpo. Pár minut později major Anatolij Karelin přidal další 2 Superfortressy. Major L.A. Bojkovec a poručík Žhahmanij Ihsanglajev také poškodili po jednom B-29. Anatolij Karelin se později stal esem se šesti sestřely (všechny z nich byly B-29 a v noci). Následkem těchto bojů byly noční operace B-29 na dva měsíce zakázány. Původně navržené k sestřelování a ne jako doprovod bombardérů byly na ochranu B-29 před MiGy nasazeny nejlepší americké noční stíhačky: F-94 Starfire a F3D Skyknight.
Méně úspěšný byl MiG-15 při překonávání dvoumístné noční stíhačky F3D Skyknight námořní pěchoty, která byla k ochraně B-29 nasazena po selhání F-94 Starfire. Co tato letadla s přímým křídlem ztrácela na výkonnosti, to doháněla svým radarem, který umožňoval Skyknightu vidět svůj cíl, zatímco MiG-15 je neviděl. V noci z 2. na 3. listopadu 1952 poškodil Skyknight s pilotem majorem Williamem Strattonem a radarovým operátorem Hansem Hoaglandem MiG-15 kapitána V. D. Višnjaka. O pět dní později pilot Oliver R. Davis s radarovým operátorem  D.F. Fesslerem sestřelili MiG-15bis, jeho pilot – poručík Ivan P. Kovaljov se katapultoval. Skyknight sestřelil pět MiGů-15 bez vlastních ztrát a žádné z B-29 které doprovázel nebyly nepřátelskými stíhačkami sestřeleny. Ale tyto boje nebyly vítězné pouze pro Skyknighty; v noci 16. ledna 1953 byl F3D téměř sestřelen MiGem-15 poté, co Skyknight s kapitánem Georgem Crossem a seržantem J.A. Pietukowskim byl vážně poškozen během útoku sovětského MiGu-15bis. Skyknight se jen s obtížemi vrátil zpět na základnu Kunsan. O tři a půl měsíce později, v noci 29. května 1953, sestřelil čínský pilot Hou Shujun na MiGu-15 stíhačku F3D-2 nad Anju. Kapitán James B. Brown a seržant James V. Harrell jsou dosud evidováni jako nezvěstní.
Letadlo Sea Fury z lehké letadlové lodi Royal Navy HMS Ocean, s pilotem Petrem Carmichaelem, dne 8. srpna 1952 sestřelil MiG-15 ve vzdušném boji. Sea Fury byl jedním z mála vrtulových letadel, které sestřelilo proudové letadlo. Dne 10. září 1952 sestřelil kapitán Jesse G. Folmar stíhačku MiG-15 na svém stroji F4U Corsair, ale sám byl následně sestřelen dalším MiGem.
Údaje uváděné sovětskými zdroji naznačují, že MiGy-15 patřící 64. stíhacímu sboru, provedly během války 60 450 denních bojových misí, 2779 nočních, zúčastnily se 1683 denních vzdušných soubojů, 107 nočních; přičemž si nárokují na 1097 sestřelených letadel OSN nad Koreou. Šlo o 647 kusů F-86, 185 kusů F-84, 118 kusů F-80, 28 kusů P-51, 11 kusů F-94, 65 kusů B-29, 26 kusů Gloster Meteor a 17 letadel různých typů.
Sovětské letectvo a protivzdušná obrana byly hlavními uživateli MiGu-15 během války v Koreji, ale ne jedinými. Byl také používán čínským lidovým a severokorejským letectvem. Kromě jedné epizody v lednu 1951 se Čínské vzdušné síly zapojily do boje až 25. září 1951, kdy 16 MiGů-15 zaútočilo na Sabry. Pilot Li Yongtai dosáhl sestřelu, ale Číňané také přišli o jeden MiG a jeho pilota. Severokorejské jednotky s MiGem-15 se do boje zapojily o rok později, v září 1952. Od tohoto data si severokorejské letectvo nárokuje sestřelení 211 kusů F-86, 72 kusů F-84 a F-80 a 47 jiných typů letadel. Ztratili 116 čínských pilotů a 231 letadlo: 224 MiGů-15, tři La-11 a čtyři Tu-2. Více pilotů dosáhlo pět nebo více sestřelů, příkladem může být Zhao Baotong se sedmi vítězstvími, Wang Hai s 9 sestřely a pět sestřelů dosáhli' 'Kan Yon Duk a Kim Di San.

### Suezská krize

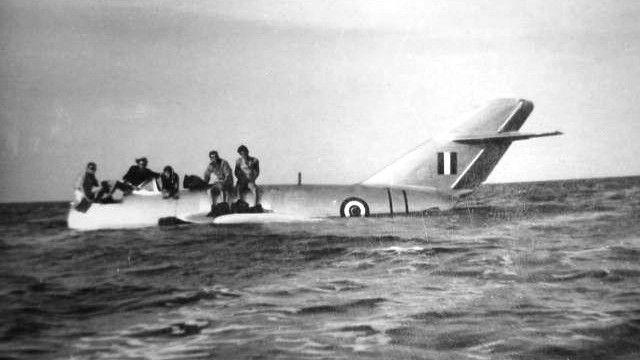
Egyptský MiG-15bis, jezero Bardawil, 1956

Egypt pořídil dvě letky MiGů-15bis a MiGů-17 v roce 1955 z Československa s finanční podporou a pomocí ze SSSR právě v době, kdy se podílel na Suezské krizi.
První bojové akce se zúčastnili ráno 30. října, kdy zachytily čtyři bombardéry Canberra RAF na průzkumné misi v zóně kanálu a jeden poškodily. Později téhož dne MiGy zaútočily na izraelské síly u Mitly a El Thamedu na Sinaji a zničily půl tuctu vozidel. V důsledku toho izraelské letectvo zavedlo stálé letecké hlídky nad kanálem a další útok vyústil v sestřel dvou MiGů izraelskými Dassaulty Mystère IV.
Druhý den se MiGům podařilo vyrovnat skóre, když těžce poškodily dva izraelské Ouragany, z nichž jeden musel nouzově přistát v poušti. Britské a francouzské vojenské letouny pak začaly systematicky bombardovat egyptské letecké základny, zničily nejméně osm MiGů a desítky dalších egyptských letadel na zemi. Zbylým letounům se ještě podařilo odletět některé útočné mise, ale Egypťané vzdušnou převahu ztratili.
Během leteckých bojů proti izraelskému letectvu se egyptským MiGům-15bis podařilo sestřelit pouze tři izraelské letouny: Piper Cub a Meteor F.8 dne 30. října 1956 a Dassault Ouragan dne 1. listopadu, který provedl nouzové přistání – šlo o poslední egyptské vítězství připsané pilotovi Faruqu el-Gazzaví.
Egyptský MiG-15 byl poškozen, ale pilotovi se podařilo přistát v jezeře Bardawil a letadlo bylo zachráněno izraelskými silami.

### Vietnam
Vietnam provozoval několik MiGů-15 a MiGů-15UTI pouze k výcviku. Neexistuje žádná zmínka o tom, že by se MiG-15 zapojil do bojů proti americkému letadlu v raných fázích války ve Vietnamu.

## Výroba

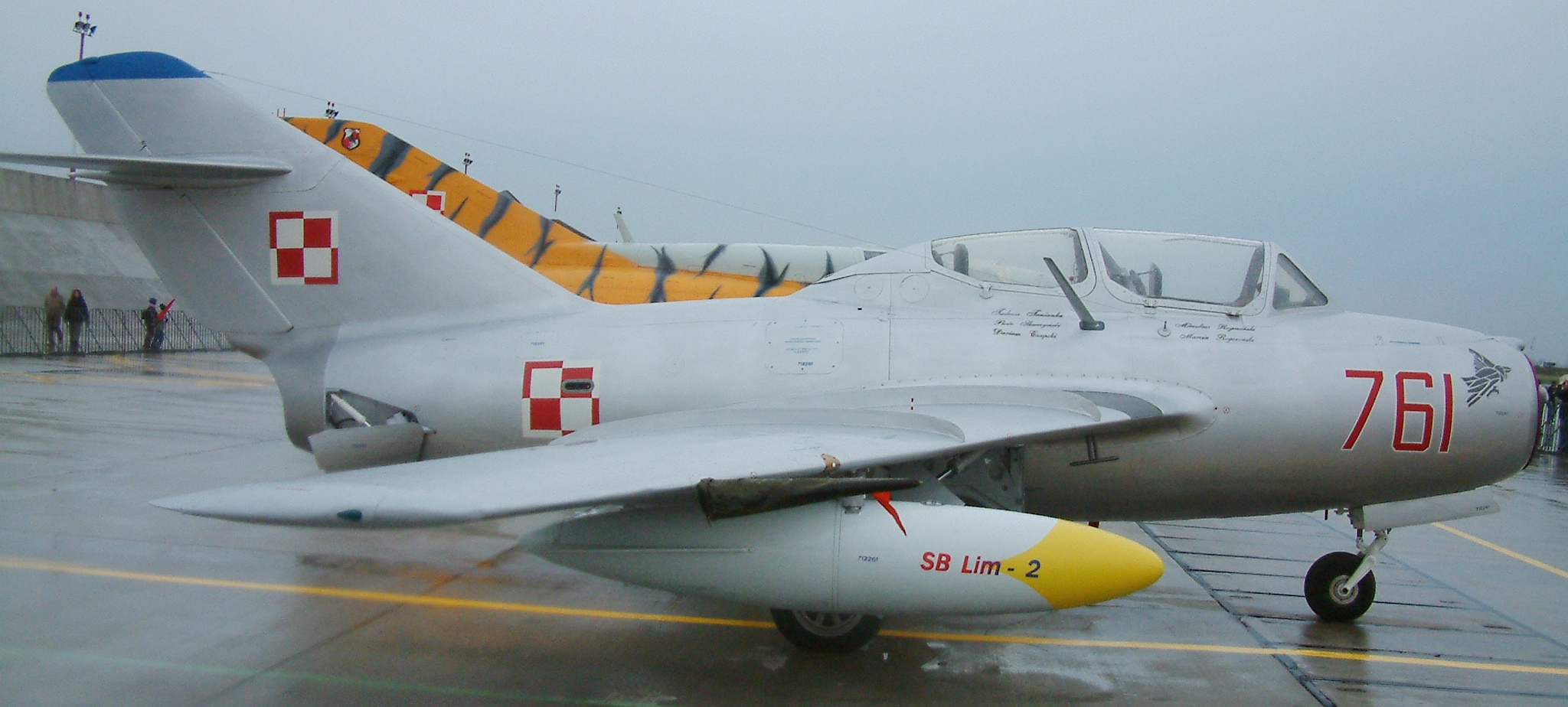
SB Lim-2 polského letectva

V SSSR bylo vyrobeno kolem 12 000 MiGů-15 všech variant. Dále byl v licenci vyráběn v Československu (jako S-102 a S-103) a v Polsku (jako Lim-1 a Lim-2, dvoumístný SB Lim-1 a SB Lim-2).
Na počátku 50. let dodal sovětský svaz stovky MiGů-15 do Číny, kde dostaly označení J-2. SSSR také poslal téměř tisíc inženýrů a specialistů do Číny, kde pomáhali ve firmě Shenyang Aircraft Factory při výrobě cvičného MiG-15UTI (označený JJ-2). Čína nikdy nevyráběla stíhací jednomístnou verzi, pouze dvoumístnou JJ-2.
Označení "J-4" je nejasné; některé zdroje tvrdí, že západní pozorovatelé mylně označili čínské MiGy-15bis jako "J-4", zatímco letectvo ČLR nikdy označení "J-4" nepoužívalo. Jiní tvrdí, že se "J-4" se používalo pro MiG-17F, zatímco "J-5" pro MiG-17PF. Jiný zdroj tvrdí, že letectvo ČLR používalo označení "J-4" pro v SSSR vyrobené MiGy-17A, které byly rychle nahrazeny licenčně vyráběnými MiGy-17F (J-5).

## Varianty
- I-310: prototyp.
- MiG-15: první sériová verze.

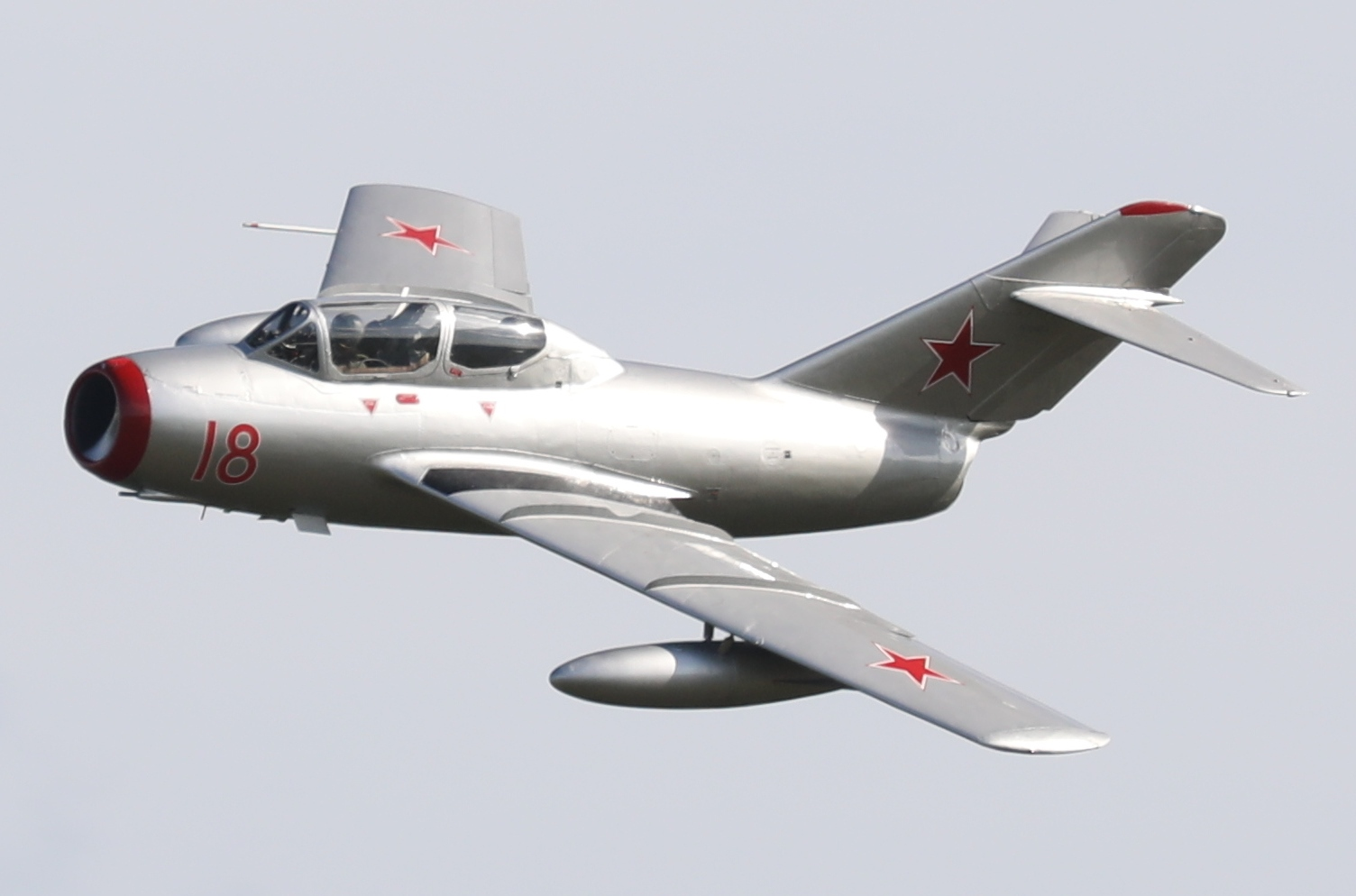
MiG-15UTI na přehlídce v Duxfordu v roce 2017

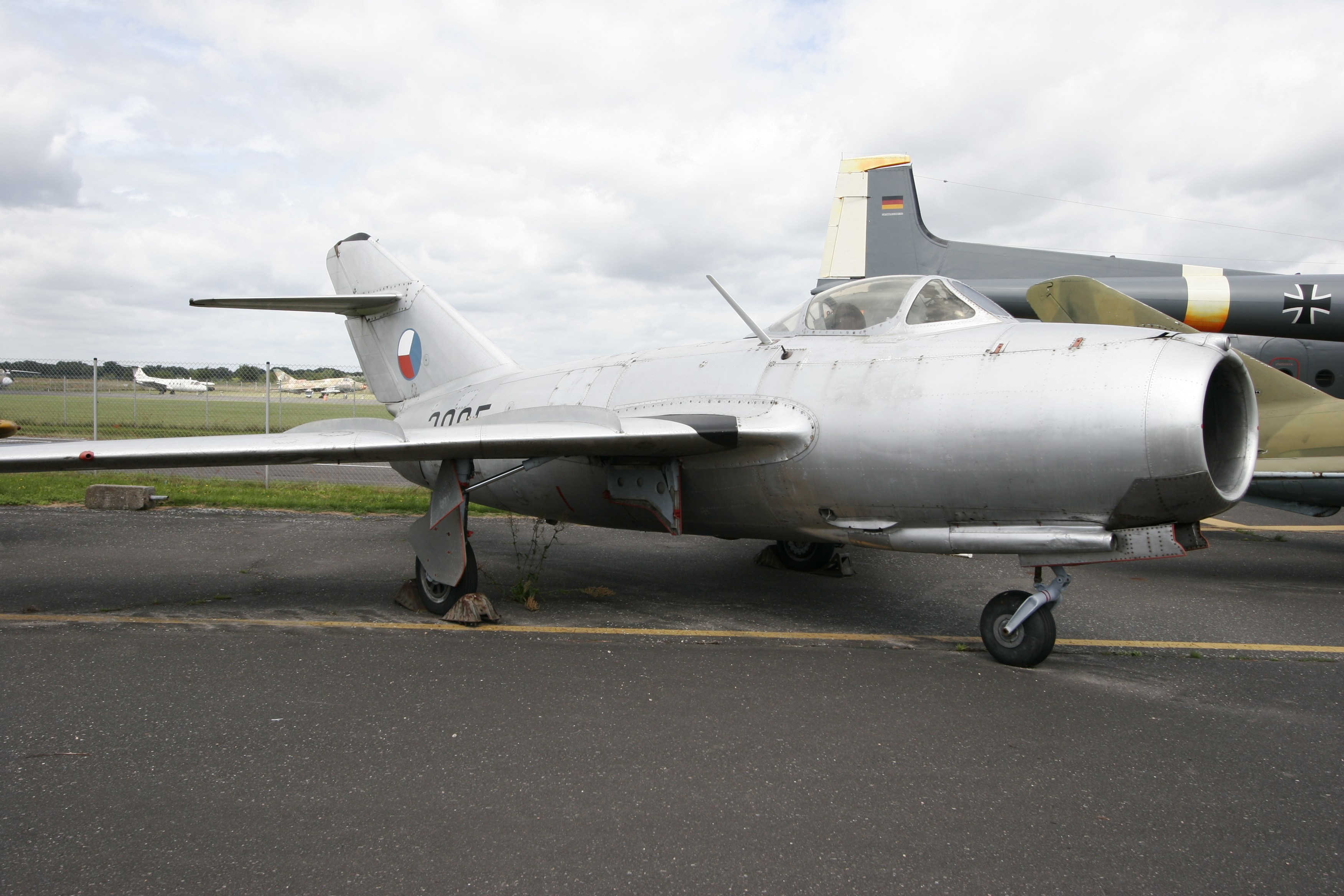
MiG-15 bis alias československý S-103

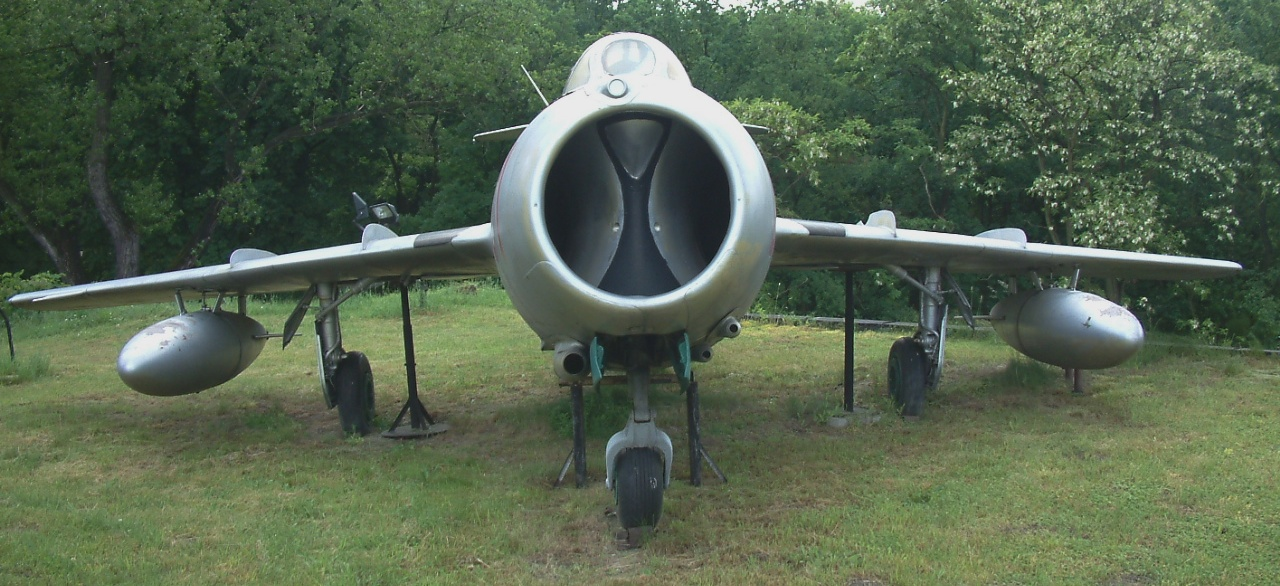
Čelní pohled na MiG-15

- MiG-15P: verze MiGu-15bis; jednomístný záchytný stíhací letoun do každého počasí.
- MiG-15SB: jednomístná stíhací-bombardovací verze.
- MiG-15SP-5: verze MiGu-15UTI; dvoumístný záchytný stíhací letoun do každého počasí.
- MiG-15T: verze určená pro vlečení cvičných cílů.
- MiG-15 bis: vylepšená jednomístná stíhací verze.
- MiG-15 bis R: jednomístná průzkumná verze.
- MiG-15 bis S: jednomístná doprovodná stíhací verze.
- MiG-15 bis T: jednomístná verze určená pro vlečení cvičných cílů.
- MiG-15UTI: dvoumístné cvičné proudové letadlo s duálním řízením.
- J-2: čínské označení jednomístného stíhacího letounu MiG-15 sovětské výroby.
- JJ-2: čínské označení pro MiGy-15UTI vyráběné v Číně. Exportované jako Šen-jang FT-2.
- BA-5: označení pro letadlo J-2 předělané na bezpilotní cvičný cíl.
- Lim-1: označení pro MiGy-15, které byly licenčně vyráběny v Polsku.
- Lim-1A: polská průzkumná verze MiGu-15 s kamerou AFA-21.
- Lim-2: označení pro MiGy-15bis, které byly licenčně vyráběny v Polsku, s motory Lis-2 (licenčně vyráběné motory VK-1).
- Lim-2R: polská průzkumná verze MiGu-15bis s místem pro kameru v přední části kabiny.
- SB Lim-1: polský Lim-1 předělán na ekvivalent MiGu-15UTI, s proudovým motorem RD-45.
- SB Lim-2: polský Lim-2 nebo SBLim-1 předělaný na cvičné letadlo s motorem Lis-1 (VK-1).
- SBLim-2A nebo -2Art: polská dvoumístná průzkumná verze, pro korekci dělostřelectva.
- S-102: československé kódové označení MiGu-15, používané jak pro stroje koupené v SSSR, tak i pro stroje licenčně vyrobené v Československu s motory Motorlet/Walter M-05 (licenčně vyráběné motory RD-45). Kódové označení letadel bylo v Československé armádě používáno do 29.9.1956, po tomto datu bylo používáno původní označení MiG-15.
- S-103: československé kódové označení MiGu-15bis, používané jak pro stroje koupené v SSSR, tak i pro stroje licenčně vyrobené v Československu s motory Motorlet/Walter M-05 (licenčně vyráběné motory RD-45). Kódové označení letadel bylo v Československé armádě používáno do 29.9.1956, po tomto datu bylo používáno původní označení MiG-15bis.
- CS-102: československé kódové označení MiGu-15UTI, používané jak pro stroje koupené v SSSR, tak i pro stroje licenčně vyrobené v Československu s motory Motorlet/Walter M-05 (licenčně vyráběné motory RD-45). Kódové označení letadel bylo v Československé armádě používáno do 29. září 1956, po tomto datu bylo používáno původní označení MiG-15UTI.
- Raduga KS-1 Komet: ve vzduchu odpalovaná protilodní řízená střela.

## Uživatelé

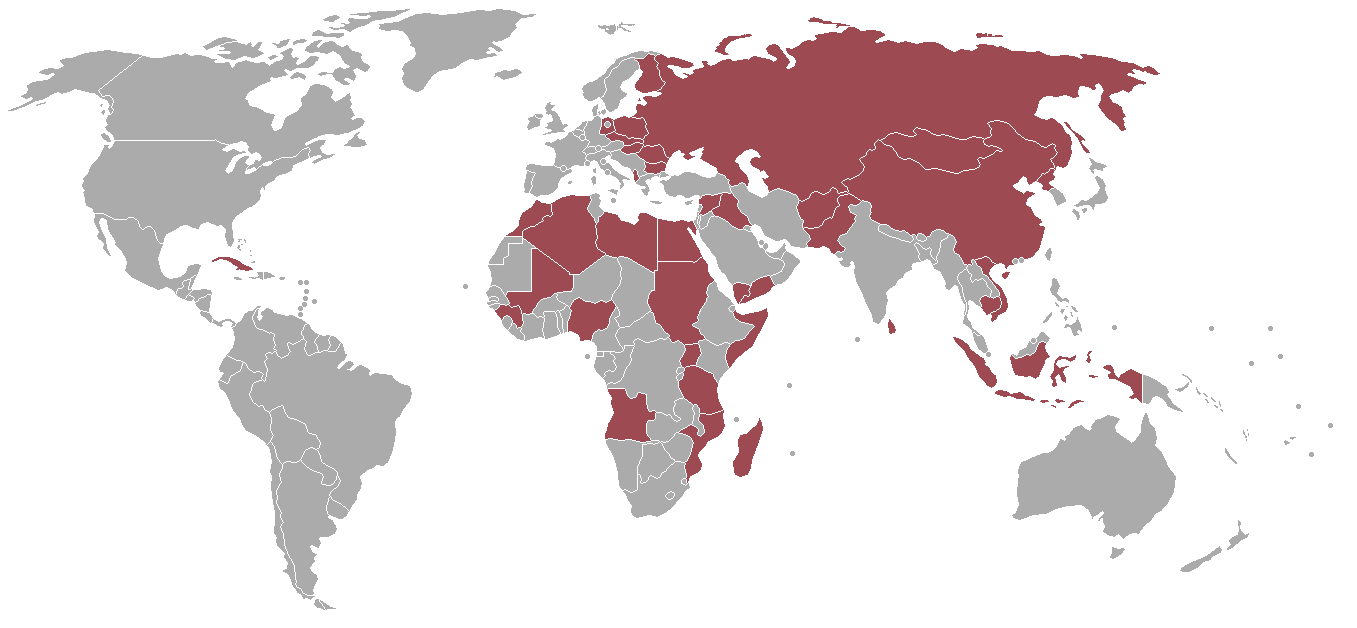
Mapa uživatelů MiGu-15

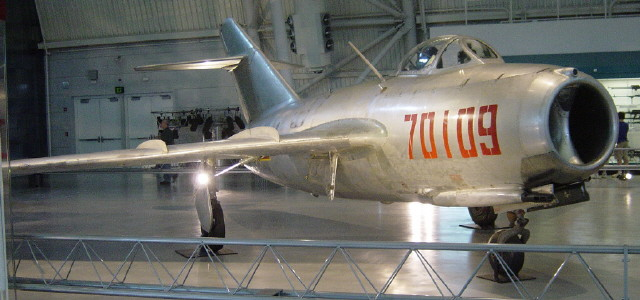
MiG-15 v National Air & Space Museum. Duben 2004.

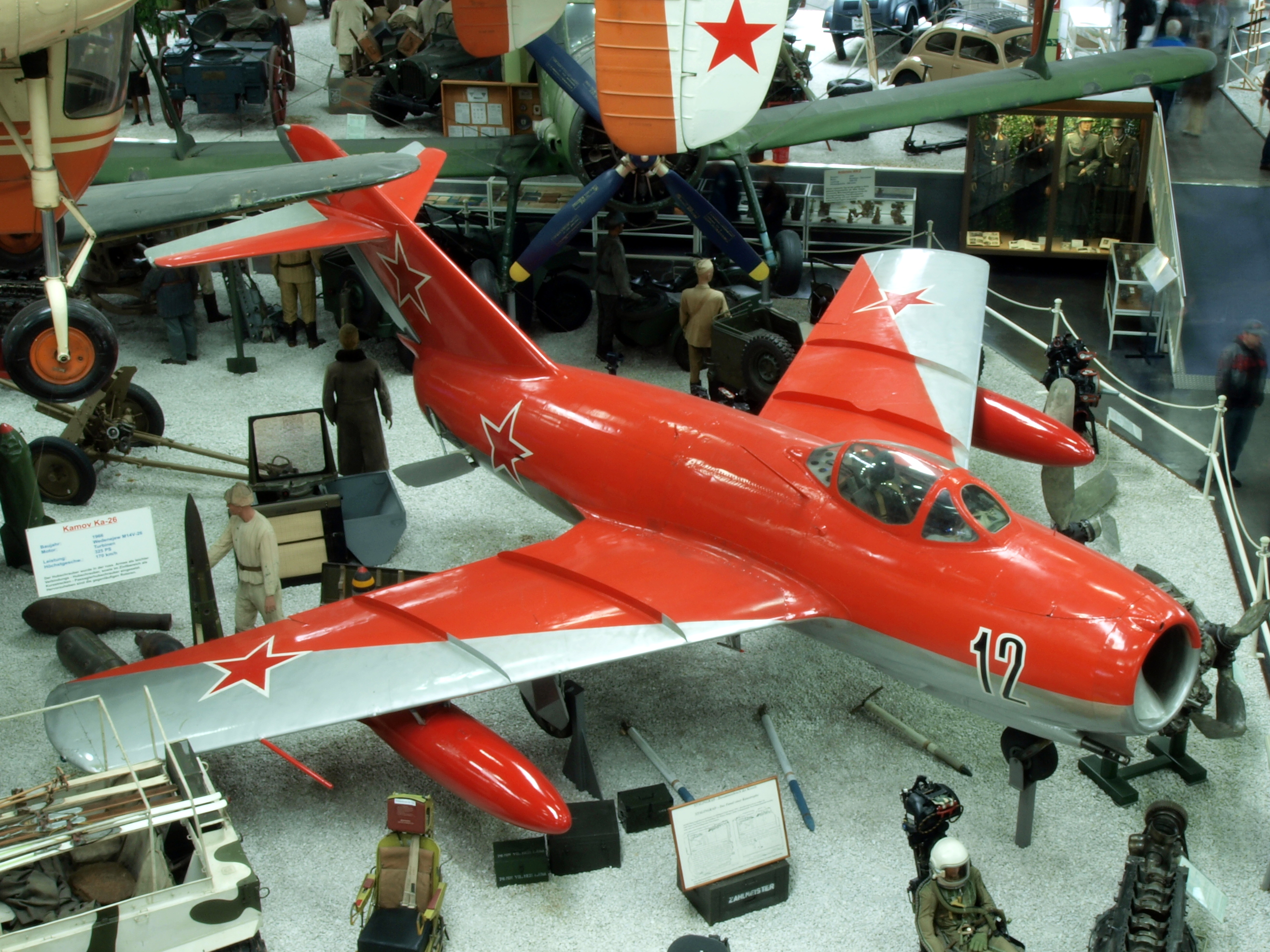
MiG-15 v muzeu v Sinsheimu.

Zdroj:

### Současní
Severní Korea
- Letectvo Korejské lidové armády[20]

### Dřívější
Afghánistán
- Afghánské vzdušné síly

 Albánie
- Albánské vzdušné síly

 Alžírsko
- Alžírské letectvo

 Angola
- Angolské letectvo

 Bulharsko
- Bulharské letectvo

 Kambodža
- Kambodžské královské letectvo

 Čína
- Letectvo Čínské lidové osvobozenecké armády
- Námořnictvo Čínské lidové osvobozenecké armády

 Konžská republika
- Konžské letectvo

 Kuba
- Kubánské letectvo

 Československo
- Československé letectvo

 Východní Německo
- Luftstreitkräfte der NVA

 Egypt
- Egyptské letectvo

 Finsko
- Finské letectvo

 Guinea
- Guinejské letectvo

 Maďarsko
- Maďarské letectvo

 Indonésie
- Indonéské letectvo

 Irák
- Irácké letectvo

 Khmerská republika
- Khmerské letectvo

 Mali
- Malijské letectvo

 Mongolsko
- Mongolské letectvo

 Maroko
- Marocké královské letectvo

 Mosambik
- Mosambické letectvo

 Nigérie
- Nigerijské letectvo

 Severní Vietnam
- Letectvo Vietnamské lidové osvobozenecké armády

 Severní Jemen
- Letectvo Severního Jemenu

 Pákistán
- Pákistánské letectvo

 Polsko
- Polské letectvo
- Polské námořnictvo

 Rumunsko
- Rumunské letectvo

 Somálsko
- Somálské letectvo

 Jižní Jemen
- Letectvo Jižního Jemenu

 Sovětský svaz
- Sovětské letectvo
- Vojska protivzdušné obrany SSSR

 Srí Lanka
- Srílanské letectvo

 Súdán
- Súdánské letectvo

 Sýrie
- Syrské arabské vzdušné síly

 Tanzanie
- Tanzanské letectvo

 Uganda
- Ugandské letectvo

 USA
- Letectvo Spojených států amerických - USA v 80. letech zakoupily letouny Shenyang J-4 spolu s Shenyang J-5 z Číny přes společnost Combat Core Certification Professionals; tato letadla se účastnila programu "mobile threat test" na Kirtlandově letecké základně. V roce 2015 byly MiGy-15UTI a MiGy-17 využívány civilním kontraktorem na pilotních školách letectva a námořního letectva pro výcvik studentů[zdroj?].

 Vietnam
- Letectvo Vietnamské lidové osvobozenecké armády

 Jemen
- Jemenské letectvo

### Civilní
ArgentinaJeden soukromý v Československu vyrobený CS-102 používaný polským letectvem. V roce 1975 přestavěn jako SB Lim2M. Do Argentiny převezen v roce 1997 a obdržel registraci LV-X216.

## Specifikace (MiG-15bis)

### Hlavní technické údaje
- Posádka: 1 (pilot)
- Rozpětí: 10,08 m
- Délka: 10,10 m
- Výška: 3,70 m
- Nosná plocha: 20,60 m²
- Hmotnost prázdného letounu: 3681 kg
- Vzletová hmotnost : 5069 kg
- Max. vzletová hmotnost : 6038 kg
- Pohonná jednotka: jeden proudový motor Klimov VK-1
- Vzletový výkon pohonné jednotky: 2700 kp (26,478 kN)

### Výkony
- Maximální rychlost: 1076 km/h (na úrovni mořské hladiny)
- Cestovní rychlost: 850 km/h
- Dostup: 15 500 m
- Počáteční stoupavost: 46 m/s
- Čas výstupu do výšky 5000 m: 1,95-2,10 minuty
- Čas výstupu do výšky 10 000 m: 5,5 minuty
- Dolet: 565 km (ve výšce 1000 m, bez přídavných nádrží)
- Max. dolet, s příd. nádržemi: 1860 km
- Plošné zatížení: 240,8 kg/m²
- Tah/Hmotnost: 0,54

### Výzbroj
- jeden 37mm kanón N-37 se zásobou munice 40 nábojů, dva 23mm kanóny NR-23 s 80 náboji na zbraň
- 2 ks 250kg pum